# 香港培道小學
香港培道小學（英語：Pooi To Primary School）位於香港九龍城區馬頭涌福祥街3號，為基督教香港浸信會聯會轄下非牟利私立男女全日制小學。擁有百年歷史，校園初設於廣州，及後因戰亂多番遷移，最後於60年代遷至現址。香港培道中學為其聯繫中學。

## 學校簡史
- 1888年於廣州建校。
- 1937年蘆溝橋事變，廣州遭受空襲，該校遂遷往肇慶。不久肇慶六遭敵轟；翌年由肇慶遷至九龍，賃廣華街一樓宇為校舍。
- 1940年遷至九龍城士他令道浸會禮拜堂副堂，全座三層洋樓。
- 1960年九龍城浸信會獲政府批出現址用地，籌辦「九龍城浸會學校」
- 1963年「九龍城浸會學校」停止籌建，用地交予香港浸信會聯會開辦此校[1]
- 1965年興建現有校舍，1967年2月落成。
- 1978年成立香港基督少年軍第二十分隊（第一隊學校分隊），香港基督女少年軍第四分隊。
- 1979年正式註冊為非牟利私立小學，定名為香港培道小學。
- 1983年加建學生活動室。
- 1988年3月3日培道100周年校慶。
- 2003年2月22日正式成立家長天地。
- 2003年3月5日假大學會堂舉行115周年校慶學生才藝綜合匯演。
- 2005年成立校友會。
- 2008年3月20日於奧海城二期聯邦大酒樓舉行120周年校慶同歡宴，何顯雄博士親臨頒發長期服務紀念品，給予在校服務十年或以上教職員，共合37人。
- 2008年6月18日假大學會堂，舉行120周年校慶匯演。小學部演出音樂劇「奇妙神蹟」。
- 2017年開始興建教育樓，同時拆了舊校門。2019年落成。

### 普教中
早於 2002/03 學年，培道小學在就讀小二年級的一屆學生上試行「普教中」至他們完成小六，其他年級的學生維持「粵教中」。
2007/08 學年全面推行「普教中」，小一至小六全以普通話上中文課，一度合併普通話、中文兩科，節省教學時間，提高效率。但是已經在2021/22學年取消「普教中」遂回歸廣東話教中文，恢復正常，將中文、普通話分科。
2016年教育局公佈由教大進行的研究發現，無明顯證據顯示用普通話教授中文比用廣東話優勝，普教中對學生。培道小學的研究指出轉用普教中後中文科成績倒退或不變，結果都指出「普教中」無助提升學生成績之外，還會影響學生的語文運用能力。

## 校政管理
參
：

### 歷任校監
- 張彬彬
- 余啟瑞
- 梁栻勳
- 何顯雄
- 曾家求

### 歷任校長
- 1888-1889 容懿美
- 1889-1924 紀好弼夫人
- 1901-1910 泊教士 (力約翰夫人)
- 1911-1917 殷愛新教士
- 1923-1938 歐慕靈教士
- 1922-1926 唐炳榮
- 1926-1928 杜信明
- 1930-1935 史陳元素
- 1933-1946 溫耀斌
- 1946-1947 楊國荃
- 1947-1948 梁奉平
- 1945-1949 李清心
- 1949-1965 禤偉靈
- 1965-1973 巫德坤
- 1973-1974 李歡玉
- 1974-1982 鄺少蓮
- 1982-1994 黃慧貞
- 1994-2010 盧慕潔
- 2010- 現在 陳敏儀

## 外部連結
- 香港培道小學 （页面存档备份，存于）